# Astoria (Dakota del Sur)
Astoria es un pueblo ubicado en el condado de Deuel en el estado estadounidense de Dakota del Sur. En el Censo de 2010 tenía una población de 139 habitantes y una densidad poblacional de 341,84 personas por km².

## Geografía
Astoria se encuentra ubicado en las coordenadas 44°33′28″N 96°32′47″O / 44.55778, -96.54639. Según la Oficina del Censo de los Estados Unidos, Astoria tiene una superficie total de 0.41 km², de la cual 0.41 km² corresponden a tierra firme y (0%) 0 km² es agua.

## Demografía
Según el censo de 2010, había 139 personas residiendo en Astoria. La densidad de población era de 341,84 hab./km². De los 139 habitantes, Astoria estaba compuesto por el 100% blancos, el 0% eran afroamericanos, el 0% eran amerindios, el 0% eran asiáticos, el 0% eran isleños del Pacífico, el 0% eran de otras razas y el 0% pertenecían a dos o más razas. Del total de la población el 0% eran hispanos o latinos de cualquier raza.